# Acebutolol
Acebutulol é um fármaco utilizado pela medicina como antiarrítimico e anti-hipertensivo. É um antagonista beta-adrenérgico.

## Classificação
- MSRM
- ATC - C07AB04

## Nomes comerciais
- Prent